# Szuper Levente
Szuper Levente (Budapest, 1980. június 11. –) magyar jégkorongozó, kapus, az első magyar játékos, akit NHL csapat szerződtetett és a második magyar, akit draftoltak. A magyar jégkorong-válogatottban 98 alkalommal szerepelt. Tagja volt a 2008-as szapporói divízió I-es jégkorong-világbajnokságon győztes válogatottnak, és részt vett a 2009-es A csoportos jégkorong-világbajnokságon.

## A kezdeti évek
Ötéves korában kezdett jégkorongozni, hatévesen pedig az FTC igazolt játékosa lett, akikkel 1997-ben felnőtt magyar bajnoki címet szerzett. Ugyanebben az évben kiérdemelte az év jégkorongozója díjat is. Az 1997–1998-as szezonban a német Krefeld Pinguine utánpótlás csapatánál játszott.
Gyermekkorában kacérkodott a színjátszással is. Közreműködött a Magyar Rádió Gyermekstúdiójában és szinkronszínészként is. Legemlékezetesebb színpadi alakítása a Józsefvárosi Kamaraszínházban az Indul a bakterház előadásban Bendegúz szerepe.

## A tengerentúl
1998-ban a junior Ottawa 67’s csapathoz szerződött, mellyel a Kanadai Jégkorong Liga (CHL) három junior ligájának egyikében, az Ontario Hockey League-ben szerepelt két esztendőn keresztül. 1999-ben csapatával bejutott a CHL döntőjébe (Memorial-kupa), melyet megnyertek, valamint elnyerte az OHL legjobb újonc kapusának járó F. W. „Dinty” Moore-trófeát. A következő szezonban az Ottawa nem tudta megismételni a sikereit. A csapat az OHL playoff konferencia elődöntőjében elbukott.
2000-ben a Calgaryban megrendezett NHL drafton jelentős mérföldkőhöz érkezett Szuper játékos-pályafutása. A Calgary Flames a 4. körben, 116.-ként választotta ki. Ebben az évben ismét az év jégkorongozójának választották.
A 2000–2001-es szezonra a felkészülést már a Calgary Flames AHL-ben szereplő farmcsapatában a Saint John Flames-ben kezdte meg, miután hároméves szerződést írt alá NHL csapatával. Az új csapattal újabb bajnoki elsőséget szerzett. Ezúttal az AHL bajnokának járó Calder-kupát sikerült megnyernie. A következő két szezonban a Saint John nem jutott a playoffba. A csapat a csoportjában mind két szezonban az utolsó helyen végzett. Szuper ekkor mutatkozhatott be a Calgary Flames kapujában, melyet néhány előszezonban lejátszott mérkőzésen őrizhetett. 2002–2003-ban karnyújtásnyira került az NHL szerepléstől. A Calgary-ban kilenc alkalommal került a padra csereként az alapszakaszban, de végül a várva várt debütálásra nem került sor.
A Calgary a hároméves szerződés lejárta után nem hosszabbított tovább. Szuper játékjogára 2003 szeptemberében a St.Louis Blues tartott igényt, ahonnan a Worcester IceCats (AHL) és a Peoria Rivermen (ECHL) farmcsapatokhoz irányították.
A következő szezonban (2004–2005) az NHL-t nem rendezték meg a lockout miatt, így hat észak-amerikai szezon után visszatért Európába.

## Újra Európában
Az öreg kontinensen ismét Németországban, az Eisbären Berlin csapatában folytatta volna pályafutását, de egy sérülés miatt nem jött létre a kontraktus. A sérülésnek és a telített játékospiacnak köszönhetően a jobb európai bajnokságokban már nem jutott volna szerződéshez, így visszatért Magyarországra és a Dunaújvárosi AC csapatában töltött el egy esztendőt és ezüstérmet szerzett.
A 2005-2006-os bajnokságra a felkészülést a fehérorosz Dinamo Minszk csapatában kezdte, de szinte az utolsó pillanatban az olasz Asiago ajánlatát fogadta el. Csapatával az ötödik helyen végzett az alapszakaszban. A következő szezonban ismét Németországba helyezte át székhelyét. Ezúttal a DEL-ben 2006-ban utolsó helyen végzett Duisburg kapuját őrizte. A csapaton Szuper sem tudott segíteni és még a bajnokság vége előtt elváltak útjaik. A kapus a svéd Malmö Redhawksban szerepelt tovább, ahol mindössze két mérkőzésen jutott szóhoz. 2007-2008-ban ismét Olaszországban szerepelt, a Milano csapatával, akikkel az elődöntőig jutott. A válogatott A csoportba jutása után valamelyik európai elit ligában szeretett volna védeni, de nem jutott szerződéshez, így az osztrák bajnokságban szereplő Alba Volán SC csapatához írt alá. A székesfehérváriakkal tizenkét év után nyert újra magyar bajnokságot és kiérdemelte a rájátszás legjobb kapusa címet is. A világbajnokság után ismét egy DEL csapat, a Hannover Scorpions játékosa lett. A Hannover nem kezdte jól a szezont. A 23. fordulóban a DEL 15 csapata közül csak a tizenkettedikek voltak. Bár Szuper és a csapat javuló formát mutatott, a csapat vezetői novemberben a vetélytárs nélküli Szuper mellé leigazolták Travis Scottot. Annak ellenére, hogy Szuper decemberben 95,7%-os védési hatékonysággal rendelkezett, 2010. januárjától már alig kapott játék lehetőséget. A Hannover az alapszakaszt végül a negyedik helyen zárta. Szuper a playoffban már nem jutott szóhoz, ami nem meglepő, hiszen a Hannover 11 meccsen csak két vereséget szenvedett és így megnyerte a német bajnokságot. Szuper a bajnokságbeli kötelezettségei miatt nem tudott résztvenni a válogatott divízió I.-es mérkőzésein.

## Ismét Amerikában
2010 nyarán kapustábort szervezett Budapesten. A holtidényben nem kapott számára elfogadható szerződést. Októberben az észak-amerikai CHL bajnokságban szereplő Arizona Sundogs csapatához szerződött. November 23-án és december 7-én a hét kapusának választották a CHL-ben. 2011 februárjában jelezte, hogy a világbajnokságon részt szeretne venni. Klubja elfogatta kérését, sérűlt listára helyezte, így jelen lehetett a válogatott felkészülésén. A vb-n Korea ellen kezdőként, Olaszország ellen csereként kapott lehetőséget. 2012 január elején klubja elcserélte és a Missouri Mavericksben folytatta pályafutását, ahol összesen egy mérkőzésen szerepelt. Innen a kazah Arisztan Temirtauhoz igazolt, amellyel negyedik lett a kazah bajnokságban.
A 2012–2013-as szezonban nem szerepelt sehol bajnoki mérkőzésen. Ennek ellenére Rich Chernomaz szövetségi kapitány beválogatta a vb-re készülő válogatottba. A világbajnokságon három mérkőzésen jutott játéklehetőséghez.

## Sportvezetőként
2012 februárjában a Vasas jégkorong szakosztályának elnöke lett. 2020 áprilisában bejelentette, hogy a hónap végén befejezi a vezetői tevékenységét a Vasasnál. Ezt követően pályázott a Magyar Jégkorong Szövetség elnöki posztjára, sikertelenül. Ezután a Vasas felnőtt csapatánál kapusedzőként tevékenykedett. 2021 nyarán a Győri ETO HC szakmai igazgatója lett.

## Magánélet
Egyre gyakrabban találkozhatunk nevével amatőr ügetőversenyeken. 2012-ben a Bubik István emlékversenyen lovával -Nóraville- elsőként érkezett a célba.

## Statisztikák

### Válogatott
| Év   | Esemény  | GD | GP | MIN    | W | OW | OL | L | T  | GA | SV  | SO | GAA  | SV%   | Pim |
| ---- | -------- | -- | -- | ------ | - | -- | -- | - | -- | -- | --- | -- | ---- | ----- | --- |
| 1996 | U18 EB B |    |    |        |   | -- | -- |   |    |    |     |    |      |       |     |
| 1997 | U20 VB B | 7  | 4  | 240:00 | 1 | -- | -- | 3 | 0  | 20 |     | 0  | 5,00 |       | 0   |
| 1998 | U18 EB B |    |    |        |   | -- | -- |   |    |    |     |    |      |       |     |
| 1998 | U20 VB B |    |    |        |   | -- | -- |   |    |    |     |    |      |       |     |
| 1998 | C VB     | 5  | 4  | 240:00 | 4 | -- | -- | 0 | 0  | 3  | 66  | 2  | 0,75 | 95,45 | 0   |
| 1999 | U20 VB B |    |    |        |   | -- | -- |   |    |    |     |    |      |       |     |
| 2002 | Div. I.  | 5  | 5  | 260:10 | 4 | -- | -- | 1 | 0  | 7  | 113 | 1  | 1,61 | 94,17 | 0   |
| 2003 | Div. I.  | 5  | 4  | 240:00 | 2 | -- | -- | 2 | 0  | 9  | 114 | 1  | 2,25 | 92,68 | 0   |
| 2005 | Div. I.  | 5  | 3  | 179:25 | 1 | -- | -- | 1 | 1  | 5  | 97  | 1  | 1,67 | 95,10 | 0   |
| 2006 | Div. I.  | 5  | 4  | 200:00 | 1 | -- | -- | 1 | 1  | 14 | 97  | 0  | 4,20 | 87,39 | 0   |
| 2007 | Div. I.  | 5  | 3  | 180:00 | 1 | 1  | 0  | 1 | -- | 7  | 59  | 0  | 2,33 | 89,39 | 0   |
| 2008 | Div. I.  | 5  | 4  | 240:00 | 4 | 0  | 0  | 0 | -- | 7  | 109 | 1  | 1,75 | 93,97 | 0   |
| 2009 | vb       | 5  | 5  | 262:43 | 0 | 0  | 0  | 5 | -- | 22 | 199 | 0  | 5,02 | 90,05 | 0   |
| 2011 | Div. I.  | 5  | 2  | 110:56 | 1 | 0  | 1  | 0 | -- | 5  | 65  | 0  | 2,70 | 92,86 | 0   |
| 2013 | Div. I.A | 5  | 3  | 179:08 | 2 | 0  | 0  | 1 | -- | 5  | 81  | 0  | 1,67 | 94,19 | 0   |

## Film szinkronszerepei
| Cím                   | Év   | Szerep              | A szinkronizált színész |
| --------------------- | ---- | ------------------- | ----------------------- |
| Damien: Ómen II       | 1978 | Damien              | Jonathan Scott-Taylor   |
| A kukorica gyermekei  | 1984 | Joseph              | Jonas Marlowe           |
| A vasmacska kölykei   | 1987 |                     |                         |
| Kedvencek temetője 2. | 1992 | Clyde Parker        | Jared Rushton           |
| Kerge Kacsák          | 1992 | Adam Banks          | Vincent Larusso         |
| Huck Finn kalandjai   | 1993 | Huckleberry Finn    | Elijah Wood             |
| Wyatt Earp            | 1994 | a fiatal Wyatt Earp | Ian Bohen               |

## Díjai, elismerései
- Papp László Budapest Sportdíj (2014)[25]